# Свадьба соек
«Свадьба соек» (груз. ჩხიკვთა ქორწილი) — рассказ грузинского поэта и писателя Важи-Пшавелы, написанный в 1893 году. Приобрёл известность благодаря мультипликационной экранизации 1957 года (режиссёр Аркадий Хинтибидзе), а также мюзиклу композитора Александра Басилая, экранизированному в 1984 году.

## Сюжет

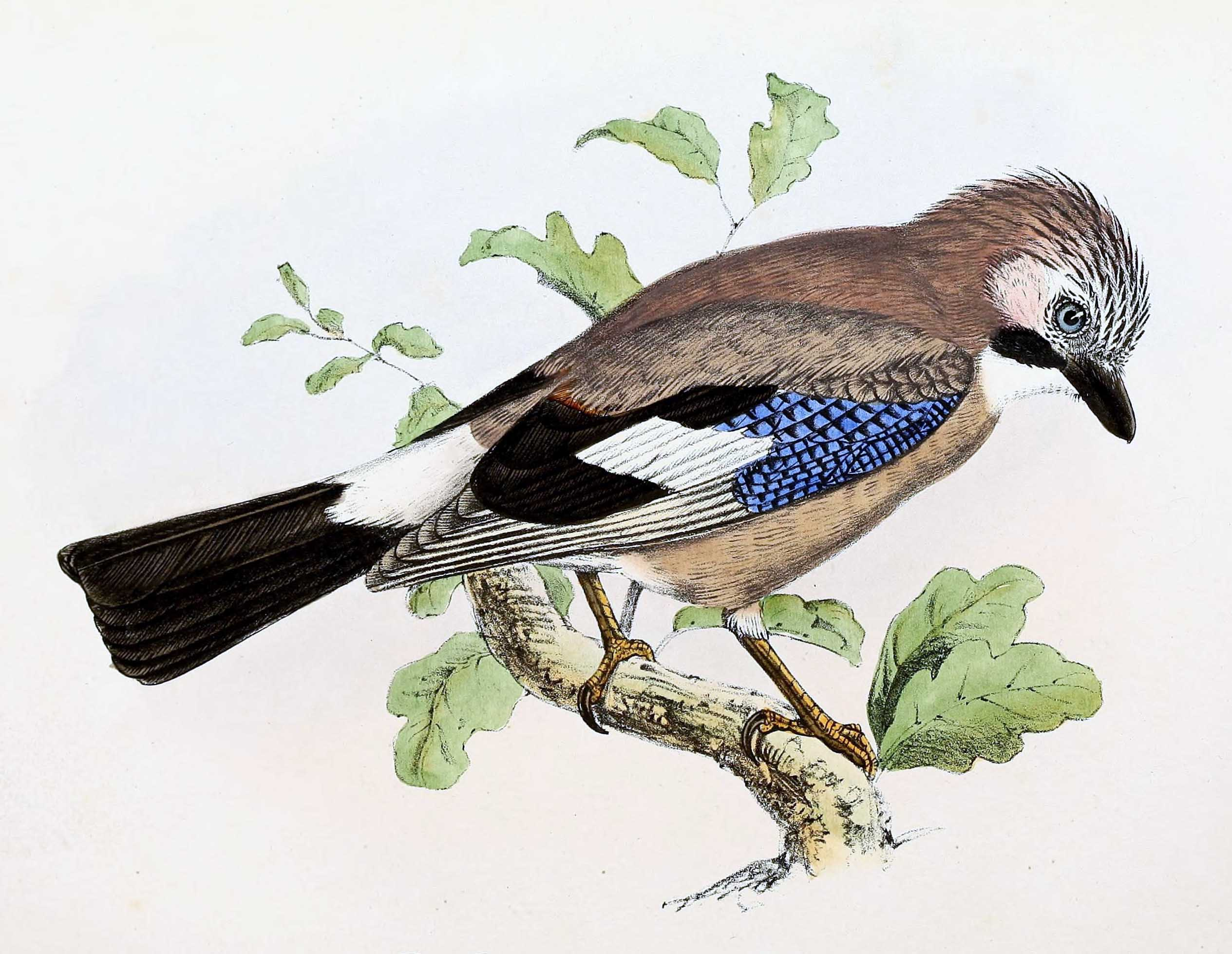
Сойка на рисунке Кёлеманса

Сойки Захарий и Кетевана полюбили друг друга и поженились, их обвенчал старец Фома. Затем на лесной поляне начался свадебный пир, на котором присутствовало множество самых разных птиц. Дятел не сразу примкнул к празднующим, потому что сначала доставал из дерева червяка, которого и преподнёс молодожёнам. Мышонок Пискун, разбуженный шумом, тоже пришёл на пир, чтобы полакомиться орешками, однако его заставили выпить вина, так что он быстро опьянел. Соловей был не в духе, но всё-таки по просьбе гостей спел для молодожёнов песню. Остальные птицы тоже стали петь, но в это время все заметили, что в небе над ними пролетает величественный Орёл, царь птиц. Преодолев страх, отец Фома полетел вверх и пригласил Орла на пир. Тот согласился и спустился вниз, поздравил молодых, спел и станцевал. Птицы испытывали перед Орлом страх и трепет, только опьяневший Дятел спросил его, почему Орёл стал царём, раз его никто не выбирал. Орёл не стал обижаться на Дятла, хотя остальные птицы решили наказать его, завязав клюв Дятла травинкой. В это время появилась Лиса, которая хотела полакомиться птицей. Птицы разлетелись с поляны. Однако Орёл убил Лису, развязал клюв Дятлу и улетел.

## Издания и переводы
Рассказ был опубликован в 1893 году в грузинском журнале «Джеджили» («Нива»).
В последующие годы появилось несколько переводов рассказа на русский язык. Так, в 1923 году в грузинском журнале «Пламя» опубликован перевод В. Гаприндашвили, в 1935 году — перевод М. Цицишвили в журнале «Тридцать дней», в 1961 году — перевод А. Кузьмичева в журнале «Литературная Грузия», в 1968 году отдельным изданием вышел перевод Ф. Твалтвадзе и В. Орджоникидзе.
На английском языке перевод рассказа (The jay’s wedding) был опубликован в сборнике прозы писателя в 1972 году. Позже рассказ наряду с другими произведениями писателя переводил лингвист-кавказовед Джордж Хьюитт.

## Отзывы
Георгий Маргвелашвили относит «Свадьбу соек» наряду с другим рассказом о птицах «Песнопевцы природы» к «аллегорическим по жанру произведениям» писателя, которые занимают «особое место» в его прозе. Он отмечает, что в данном случае слово «аллегория» не следует связывать с «сухими морализаторскими иносказаниями» — напротив, это рассказы «блещущие юмором, брызжущие жизнью, весёлые и радостные, часто довольно едкие и острые зарисовки разнообразнейших характеров, их общественных взаимоотношений». Аллегорическая сатира и юмор Пшавелы «не назойливы, не дидактичны, они полны поэтической непосредственности и естественности». Особо литературовед выделяет изображение орла («читай — вельможи») на свадьбе соек.

## Адаптации
В 1940-е годы грузинские кинематографисты планировали снять мультфильм по рассказу «Свадьба соек». Сценарий был написан поэтом Д. Гачечиладзе, началась подготовительная работа, однако «снять фильм не удалось, так как грузинская кинопромышленность в то время не обладала еще достаточными техническими условиями для снятия высокохудожественного мультипликационного фильма».
В 1954 году в Грузии была поставлена детская опера «Свадьба соек» («Чхиквта корцили») композитора Акакия Андриашвили в 3 действиях, 4 картинах. Либретто написали К. Лухуташвили и Г. З. Чхиквадзе.
В 1957 году режиссёр Аркадий Хинтибидзе снял по мотивам рассказа цветной 20-минутный мультфильм на грузинском языке (сценарий Семёна Долидзе). В сюжет мультфильма введена тема соперничества Ворона и других птиц: Ворон и Лис похищают сойку Кетеван со свадьбы, однако затем Орёл и другие птицы наказывают разбойников. Также в мультфильме показана сцена знакомства Захара и Кетеван и сватовство Захара, а Орёл присутствует на свадьбе с самого начала.
Композитор Александр Басилая написал по мотивам рассказа одноимённый мюзикл, который приобрёл известность в исполнении ВИА «Иверия» (премьера состоялась в 1979 году). В мюзикле действие также разворачивается вокруг конфликта Ворона и остальных птиц: узнав о намерении соек пожениться, Ворон в качестве свата распространяет клевету и неверности невесты, а потом, уже во время свадьбы, делает попытку похитить её. В 1984 году были записаны и в 1985 и 1986 годах вышли две двойные пластинки с грузинским и русским вариантами текстов песен. Автором грузинского либретто стали Автандил Геловани и Джемала Багашвили, русской версии Михаил Танич. Главные партии в мюзикле исполнили Теймураз Циклаури (Орёл), Джемал Багашвили (Сойка-отец), Гоча Лория (Ворон), Вахтанг Татишвили (Мышонок) и др. В русской версии в роли рассказчика выступил Геннадий Хазанов.
В 1984 году режиссёр Евгений Гинзбург снял одноимённый фильм по мюзиклу Басилая. Главные роли в фильме также исполнили солисты «Иверии».
В 2003 году музыкально-цирковое ревю на основе мюзикла Басилая было поставлено в московском Цирке на проспекте Вернадского.